# Rhagoletis suavis
Rhagoletis suavis
 es una especie de insecto del género Rhagoletis de la familia Tephritidae del orden Diptera. Friedrich Hermann Loew la describió en el año 1862.
Mide 6 a 7 mm. Es de color naranja a castaño. Las alas tienen un diseño de negro y transparente. Se encuentra en el este de Estados Unidos y el sur de Ontario.